# Додзвонювач
Додзвонювач — це учасник інтерактивної теле- або радіопередачі, який додзвонився телефоном у студію і бере участь у постановці питань чи обговоренні піднятої в програмі теми.
Першою британською радіопередачею, на якій радіослухач вперше зателефонував у студію під час ефіру, вважають програму радіостанції BBC Radio Nottingham під назвою What Are They Up To Now?, яка вийшла 4 лютого 1968 року.
1995 року розпочала роботу радіостанція Talk Radio UK, більшість програм якої відбуваються за участю додзвонювачів.
Ян Хатчбі досліджував співвідношення сил ведучого і додзвонювача під час розмови, розглядаючи аргументи і суперечки. Використовуючи конверсаційний аналіз, він описав як ведучий залишається сильною стороною в розмові застосовуючи метод "другої позиції" - коли він другим вступає в діалог і його підтримує, а це дає йому час сформулювати відповідь.
Аналогічно до цього, останнє слово завжди залишається за тим, хто транслює. Додзвонювач може вибрати коли закінчити розмову, але це відбувається внаслідок того, що він сам покидає зону комунікації .